# Princ od Vranje
Princ od Vranje (in cirillico: Принц од Врање?, lett. "Principe di Vranje") oppure semplicemente Princ, pseudonimo di Stefan Zdravković (in cirillico: Стефан Здравковић?; Vranje, 29 settembre 1993), è un cantante e attore teatrale serbo.
Ha rappresentato la Serbia all'Eurovision Song Contest 2025 con il brano Mila.

## Biografia
Nato a Vranje, da cui deriva il suo pseudonimo, si è successivamente stabilito con la famiglia a Belgrado. È stato campione e vicecampione nazionale serbo di karate e ha gareggiato anche per la squadra nazionale. Durante gli anni del liceo ha iniziato a suonare, fondando con i suoi amici il gruppo musicale Šesta Žica. Ha conseguito una laurea in filologia presso l'Università di Belgrado.
Nel 2020 è stato scelto per il ruolo principale dell'adattamento serbo del musical Jesus Christ Superstar di Andrew Lloyd Webber e Tim Rice, svoltasi presso il Centro culturale della città studentesca dell'Università di Belgrado. Dopo l'esperienza nel teatro musicale, ha successivamente partecipato a numerosi festival, come lo Slavjanski Bazar in Bielorussia. È stato il vincitore del Concorso internazionale della musica "River Notes" in Bulgaria, oltre ad aver partecipato anche a festival in Kazakistan, Lituania, Italia e Spagna.
È salito alla ribalta nel 2021, quando ha preso parte all'ottava edizione di Glasăt na Bălgarija, adattamento bulgaro del franchise The Voice, in onda sul canale bTV. Durante le audizioni, si è esibito con il brano Pillowtalk di Zayn, conquistando l'approvazione di tutti e quattro i giudici, ed entrando a far parte del team Ljubo Kirov. Il suo percorso è proseguito fino alle semifinali, dove è stato poi eliminato.
Nel gennaio 2022 Zdravković è stato confermato tra i concorrenti dell'edizione inaugurale di Pesma za Evroviziju, la nuova selezione decretante il rappresentante serbo all'Eurovision Song Contest. Tuttavia l'artista ha successivamente annunciato il suo ritiro dalla competizione a causa di conflitti con la cantautrice Leontina Vukomanović, autrice del brano Ljubi svog čoveka con cui Zdravković avrebbe dovuto esibirsi durante il concorso. Il brano è stato successivamente interpretato da Tijana Dapčević con il titolo Ljubi, ljubi doveka. L'anno successivo viene riconfermato per la seconda edizione di Pesma za Evroviziju, con il brano Cvet sa istoka, piazzandosi secondo dietro al vincitore Luke Black.
Nel dicembre 2024 è stato nuovamente confermato per l'edizione 2025 di Pesma za Evroviziju; alla competizione, dove ha gareggiato con l'inedito Mila, è riuscito a superare le semifinali e a giungere in finale. Mila è stato poi dichiarato il brano vincitore dell'evento, guadagnandosi il diritto di rappresentare la Serbia all'Eurovision Song Contest 2025. Nel maggio successivo, si è esibito durante la seconda semifinale della manifestazione europea, non riuscendo però a qualificarsi per la finale.

## Discografia

### Singoli
- 2022 – Samo mi je lepo
- 2023 – Cvet sa Istoka
- 2023 – Mirno (con Goca Tržan)
- 2023 – Kad poželiš (con Regina)
- 2024 – Ajša
- 2024 – Čardak
- 2024 – Ela ela
- 2024 – Belo
- 2024 – Paučina
- 2025 – Mila
- 2025 – Lejla